# Arrondissement de Görlitz
L'arrondissement de Görlitz est un arrondissement (en allemand : Landkreis) du district de Dresde, dans le Land de Saxe, en Allemagne. Son chef lieu est Görlitz. 
Il s'agit du seul territoire ayant fait partie de la Silésie à être encore situé aujourd'hui en Allemagne.

## Histoire
L'arrondissement de Görlitz fut créé le 1er août 2008, par la réforme des arrondissements de Saxe de 2008.

## Villes, communes & communautés d'administration
(nombre d'habitants en 2007)
| Villes 1. Bad Muskau/Mužakow (3 955) 2. Bernstadt auf dem Eigen (3 959) 3. Ebersbach-Neugersdorf (13 817) 4. Görlitz, Große Kreisstadt (56 724) 5. Herrnhut (2 774) 6. Löbau, Große Kreisstadt (17 278) 7. Neusalza-Spremberg (3 804) 8. Niesky, Große Kreisstadt (10 557) 9. Ostritz (2 765) 10. Reichenbach (4 209) 11. Rothenburg (5 576) 12. Seifhennersdorf (4 493) 13. Weißwasser/Běła Woda, Große Kreisstadt (20 298) 14. Zittau, Große Kreisstadt (29 361) Intercommunalités (Verwaltungsgemeinschaften et Verwaltungsverbände) - Verwaltungsgemeinschaft Bad Muskau avec les communes membres de Bad Muskau et Gablenz - Verwaltungsgemeinschaft Bernstadt/Schönau-Berzdorf avec les communes membres de Bernstadt a. d. Eigen et Schönau-Berzdorf - Verwaltungsgemeinschaft Boxberg/O.L. avec les communes membres de Boxberg/O.L., Klitten et Uhyst - Verwaltungsverband Diehsa avec les communes membres de Hohendubrau, Mücka, Quitzdorf am See et Waldhufen (siège administratif) - Verwaltungsgemeinschaft Großschönau-Hainewalde avec les communes membres de Großschönau et Hainewalde - Verwaltungsgemeinschaft Herrnhut avec les communes membres de Berthelsdorf, Großhennersdorf, Herrnhut et Strahwalde - Verwaltungsgemeinschaft Löbau avec les communes membres de Großschweidnitz, Lawalde, Löbau et Rosenbach - Verwaltungsgemeinschaft Neusalza-Spremberg avec les communes membres de Dürrhennersdorf, Friedersdorf, Neusalza-Spremberg et Schönbach - Verwaltungsgemeinschaft Obercunnersdorf avec les communes membres de Niedercunnersdorf et Obercunnersdorf - Verwaltungsgemeinschaft Olbersdorf avec les communes membres de Bertsdorf-Hörnitz, Jonsdorf, Olbersdorf et Oybin - Verwaltungsgemeinschaft Oppach-Beiersdorf avec les communes membres de Beiersdorf et Oppach (VG-Sitz) - Verwaltungsgemeinschaft Reichenbach/O.L. avec les communes membres de Königshain, Reichenbach/O.L., Sohland a. Rotstein et Vierkirchen - Verwaltungsgemeinschaft Rietschen avec les communes membres de Kreba-Neudorf et Rietschen - Verwaltungsgemeinschaft Rothenburg/O.L. avec les communes membres de Hähnichen et Rothenburg/O.L. - Verwaltungsgemeinschaft Schleife avec les communes membres de Groß Düben, Schleife et Trebendorf - Verwaltungsverband Weißer Schöps/Neiße avec les communes membres de Horka, Kodersdorf (siège administratif), Neißeaue et Schöpstal - Verwaltungsgemeinschaft Weißwasser avec les communes membres de Weißkeißel et Weißwasser | Communes 1. Beiersdorf (1 284) 2. Berthelsdorf (1 721) 3. Bertsdorf-Hörnitz (2 457) 4. Boxberg/Hamor (3 971) 5. Dürrhennersdorf (1 163) 6. Eibau (4 799) 7. Gablenz/Jabłońc (1 825) 8. Groß Düben/Dźěwin (1 269) 9. Großschönau (6 310) 10. Großschweidnitz (1 397) 11. Hähnichen (1 447) 12. Hainewalde (1 719) 13. Hohendubrau/Wysoka Dubrawa [Siège : Weigersdorf] (2 198) 14. Horka (1 970) 15. Jonsdorf, Kurort (1 814) 16. Kodersdorf (2 587) 17. Königshain (1 281) 18. Krauschwitz/Krušwica (3 859) 19. Kreba-Neudorf/Chrjebja-Nowa Wjes (1 023) 20. Lawalde (2 074) 21. Leutersdorf (4 034) 22. Markersdorf (4 272) 23. Mittelherwigsdorf (4 093) 24. Mücka/Mikow (1 217) 25. Neißeaue [Siège : Groß Krauscha] (1 932) 26. Niedercunnersdorf (1 656) 27. Obercunnersdorf (2 140) 28. Oderwitz (5 725) 29. Olbersdorf (5 734) 30. Oppach (2 986) 31. Oybin (1 546) 32. Quitzdorf am See [Siège : Kollm] (1 427) 33. Rietschen/Rěčicy (2 915) 34. Rosenbach (1 693) 35. Schleife/Slepo (2 803) 36. Schönau-Berzdorf (1 735) 37. Schönbach (1 322) 38. Schöpstal [Siège : Ebersbach] (2 672) 39. Sohland am Rotstein (1 395) 40. Trebendorf/Trjebin (1 058) 41. Waldhufen-Vierkirchen (4 669) 42. Weißkeißel/Wuskidź (1 422) |